# دبليو بي إس أوفيس
دبليو بي إس اوفيس (بالإنجليزية: WPS Office)‏ تم إصدار دبليو بي إس اوفيس في عام 2016 من قبل شركة كينغسوفت الصينية. وهي مجموعة مكتبية متاحة لأنظمة التشغيل مايكروسوفت ويندوز ولينكس وأندرويد وآي أو إس. وتتوفر باللغات: الإنجليزية والفرنسية والألمانية والإسبانية والبرتغالية والبولندية والروسية.

## مميزات دبليو بي إس اوفيس
ما يميّز دبليو بي إس اوفيس هو أنها توفّر ميزة التحويل من صيغة المستندات المنقولة (PDF) إلى وورد بشكل سريع وسهل الاستخدام. إضافة لدعم خاصية دمج ملفات صيغة المستندات المنقولة (PDF) عند الحاجة، توفر الشركة سعة تخزين مجانية سحابية «تخزين سحابي» لمستخدمي آي أو إس وحاسوب شخصي بسعة 1 جيجا بايت، لكن هذه الخدمة ليست متاحة بعد لنظام أندرويد، على صعيد آخر، تتوفر نسخة مدفوعة من البرنامج ، وتسمح للمستخدم بتوصيل 9 أجهزة في وقت واحد.

## الإصدارات
يحتوي دبليو بي إس اوفيس على إصدارات لأنظمة تشغيل متعددة. لها إصدارات لـ:
1. مايكروسوفت ويندوز
2. ماك أو إس
3. لينكس
4. أندرويد
5. آي أو إس

بالإضافة إلى ما سبق، يحتوي دبليو بي إس اوفيس أيضًا على إصدار ويب.

## عيوب برنامج
من هي ما أعرب عنه بعض المستخدمين من كون واجهة استخدامه بطيئة جدًا في بعض الأحيان عندما يتعلق الأمر بتحميل المستندات. كما ذكر مستخدمو لينكس أن النسخة الخاصة بنظام التشغيل لا تتضمن جميع الخطوط تلقائيًا وأنه يجب تثبيتها بشكل منفصل. وأخيرًا، بالنسبة لمستخدمي أندرويد، فيمكن لحجم التطبيق أن يكون كبيرًا للغاية بالنسبة إليهم.

## وظيفة
مكتبة أفتراضية قادر على تشغيل أعمال مكتبية بدل من برامج منفصلة تفيد في الأجهزة محمولة لليكون بديل عن برامج ميكروسوفت مكتبية منفصلة.